# Кинлан, Лоуренс
Лоуренс Кинлан — ирландский актёр. Наиболее известен ролью Элмо в сериале «Любовь/Ненависть».

## Карьера
Дебют Лоуренса в кино состоялся в 14-летнем возрасте с фильмом «Мягкий песок, синее море» в роли Дэвида. В фильме рассказывается о брошенных детях. Они не сироты, но родители ими не заинтересованы, поэтому дети, будучи нелюбимыми и отвергнутыми, несут на себе эти следы. Кинлан получил эту роль на открытом прослушивании, не имея никакого актёрского опыта за спиной.
Его самая большая роль — роль Эрика «Элмо» Крида в ирландском сериале «Любовь/Ненависть» производства Raidió Teilifís Éireann.
Ещё одна важная роль в карьере Кинлана — роль Дэна Келли в фильме «Банда Келли» режиссёра Грегора Джордана. Наряду с Лоуренсом в этом фильме снялись Орландо Блум, Джеффри Раш и Наоми Уоттс.
Лоуренс также играл в таких фильмах, как «Охота на Веронику», «Разрыв» и многих других.

## Награды
- 2006: «Лучший актёр второго плана» в рамках Irish Times Theatre Awards[11]
- 2011: «Лучший актёр второго плана» в рамках Irish Times Theatre Awards

## Личная жизнь
Родители Лоуренса — Ларри и Мэри Кинлан. Семья жила в Дублине. Отец Лоуренса умер от героиновой зависимости, когда мальчику было 10 лет.
Лоуренс покинул школу в возрасте 16 лет для обучения актёрскому мастерству. Есть сын Орен.

## Избранная фильмография
| Год  | Русское название         | Оригинальное название | Роль                 |
| ---- | ------------------------ | --------------------- | -------------------- |
| 1998 | Мягкий песок, синее море | Soft Sand, Blue Sea   | Дэвид                |
| 2000 | Вечный мир               | An Everlasting Piece  | Майки                |
| 2001 | На носу                  | On the Nose           | Киран Делейни        |
| 2003 | Банда Келли              | Ned Kelly             | Дэн Келли            |
| 2003 | Охота на Веронику        | Veronica Guerin       | Тимми                |
| 2003 | Разрыв                   | Intermission          | Торговец наркотиками |
| 2005 | Завтрак на Плутоне       | Breakfast on Pluto    | Ирвин                |
| 2007 | Мой мальчик Джек         | My Boy Jack           | охранник Дойл        |
| 2007 | Джими Хендрикс           | All Is by My Side     | Джон                 |
| 2013 | Любовь/Ненависть         | Love/Hate             | Элмо                 |